# Mikko Husu
Mikko Husu   (Kuusankoski, 30 de setembre de 1905 - 13 de juny de 1977) va ser un esquiador de fons finlandès que va competir durant la dècada de 1930. En el seu palmarès destaca una medalla d'or al Campionat del Món d'esquí nòrdic de 1935.